# Jezični purizam
Jezični purizam (lat. pūrus "čist") ili jezično čistunstvo je oblik jezičnog preskriptivizma prema kojem pojedini jezik umjesto elemenata zaprimljenih iz stranih jezika (uglavnom riječi – tuđica i posuđenica) treba upotrebljavati elemente iz domaćeg jezičnog repertoara. Protiv stranih elemenata može se boriti poticanjem alternativnih oblika koje se smatraju jezično čišćima, kao što su već postojeće riječi ili novotvorenice. Primjerice, u hrvatskom umjesto anglizma kompjùter (izvorno computer) puristički je poželjnija riječ račùnalo (izvedeno iz hrvatskog račùnati, ràčūn, iz latinskog ratiō).
Jezični purizam je predmet sporenja u lingvistici: dio lingvista smatra ga bitnim elementom jezične kulture, ali je također kritiziran i opisivan kao neznanstven i subjektivan, a pretjerano osuđivanje stranih riječi uspoređivano je sa rasizmom.

## Jezični purizam u europskoj povijesti
Prvi se put pojavio u klasično antičko doba kod govornika Cicerona ili Seneke. U literaturi se purističke sklonosti javljaju još u doba baroka, kada je purizam bio simbol domoljublja (npr. Jan Václav Rosa). U Njemačkoj su ti napori nastali u 17. stoljeću kao reakcija na prodor francuskog jezika koji je tada bio u modi. U Španjolskoj purizam je bio istaknut u 18. stoljeću, kada su lokalni jezikoslovci pokušali spriječiti široko prihvaćanje francuskih književnih oblika i okusa (tzv. afrancesamiento).

## Jezični purizam u hrvatskome jeziku
Dok je Hrvatska bila u sastavu Kraljevine Jugoslavije i potom SFRJ zatiranje slobode govora odrazilo se i u zatiranju uporabe hrvatskog književnog jezika u javnim glasilima. Jezični model srpskohrvatskog jezika u jugoslavenskoj višenacionalnoj jezičnoj zajednici trebalo je ostvariti kao državni jezik nasilnim združivanjem hrvatskoga, srpskoga i slovenskoga jezika".
Zahvaljujući jezičnom purizmu, hrvatski se jezik leksički obogatio. Posuđenice je prilagodio fonološki. U prvi plan dolaze pozitivne strane purizma.